# Consonne fricative latérale alvéolaire sourde
Ne doit pas être confondu avec Consonne fricative alvéolaire sourde.
La consonne fricative latérale alvéolaire sourde est un son consonantique qui est assez peu fréquent dans les langues parlées. Le symbole dans l'alphabet phonétique international est [ɬ]. Son symbole est un l ceinturé et il ne doit pas être confondu avec le l avec un tilde [ɫ].

## Caractéristiques
Voici les caractéristiques de la consonne fricative latérale alvéolaire sourde.
- Son mode d'articulation est fricatif, ce qui signifie qu’elle est produite en contractant l'air à travers une voie étroite au point d’articulation, causant de la turbulence.
- Son point d'articulation est alvéolaire, ce qui signifie qu'elle est articulée avec soit la pointe (apical) soit la lame (laminal) de la langue contre la crête alvéolaire.
- Sa phonation est sourde, ce qui signifie qu'elle est produite sans la vibration des cordes vocales.
- C'est une consonne orale, ce qui signifie que l'air ne s’échappe que par la bouche.
- C'est une consonne latérale, ce qui signifie qu’elle est produite en laissant l'air passer sur les deux côtés de la langue, plutôt que dans le milieu.
- Son mécanisme de courant d'air est égressif pulmonaire, ce qui signifie qu'elle est articulée en poussant l'air par les poumons et à travers le chenal vocatoire, plutôt que par la glotte ou la bouche.

## En français
Le français ne possède pas le [ɬ] bien qu'on transforme généralement la prononciation de /tl/ en un son proche de [tɬ], comme dans les mots ci-dessous :
- « athlétisme » [a.tɬe.tism] ;
- « Atlantique » [a.tɬɑ̃.tik] ;
- « gentleman » [ʒɑ̃.tɬə.man] ou [dʒɑ̃.tɬə.man] ou [dʒɛn.tɬə.man] ;
- « postlude » [pɔs.tɬyd].

De même, /kl/ peut se rapprocher de [kɬ] :
- « clé » [kɬe] ;
- « cloître » [kɬwatʁ] ;
- « acclimater » [a.kɬi.ma.te].

## Autres langues
Le gallois possède le [ɬ] et l'écrit avec le digramme ‹ ll ›. Le nom gallois Lloyd possède ce son à l'initiale. La forme Floyd est une forme anglicisée qui tente de représenter les aspects latéral et fricatif du son au moyen d'un groupe de consonnes existantes en anglais.
D'un point de vue global, ce son est notamment présent parmi les langues amérindiennes, en particulier les langues salishennes, et dans le nahuatl où elle présente dans ce nom-même (/ˈnaːwatɬ/ ).
En xhosa et en zoulou, cette consonne s'écrit ‹ hl ›.
Le klingon, une langue construite de la série télévisée Star Trek, possède cette consonne associée avec le [t] et l'écrit ‹ tlh ›.
Il ne faut pas confondre avec la transcription hl (et l dans lp, lt et lk) en islandais et lh en tibétain (comme dans Lhassa), qui ne représentent pas une fricative, mais une consonne spirante latérale alvéolaire sourde.
On trouve ce son en hébreu, pour la lettre ‹ שׂ ›[réf. souhaitée], qui est prononcée de nos jours /s/ (Consonne fricative alvéolaire sourde).